# یواس‌سی‌اس اکتیو
یواس‌سی‌اس اکتیو (به انگلیسی: USCS Active) یک کشتی بود که طول آن ۱۷۲ فوت ۵ اینچ (۵۲٫۵۵ متر) بود. این کشتی در سال ۱۸۴۹ ساخته‌شد.